# Landstreitkräfte

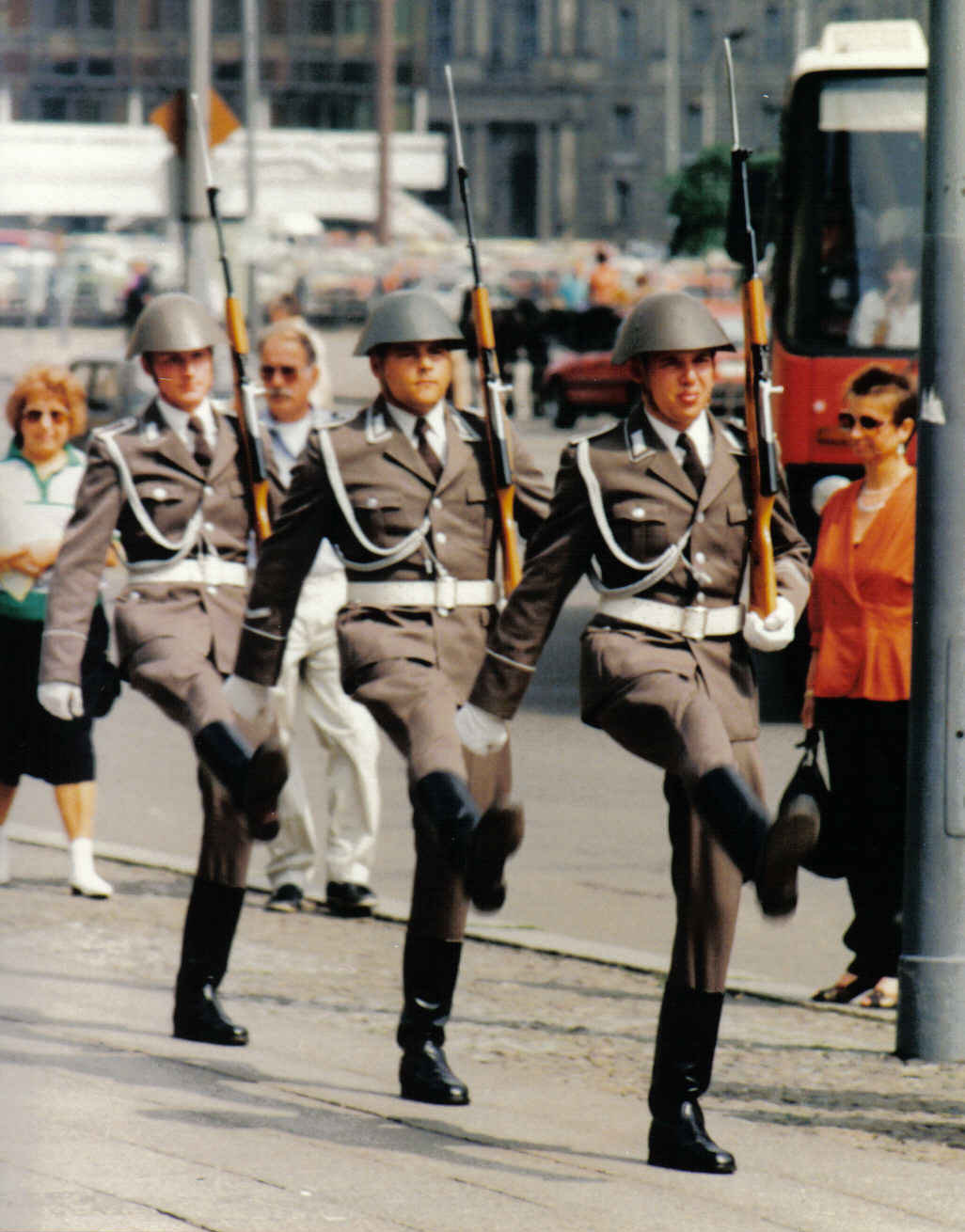
Pochodující čestná stráž

Landstreitkräfte (celým názvem Landstreitkräfte der Nationalen Volksarmee – pozemní ozbrojené síly Národní lidové armády,zkráceně LaSK) byly součástí Nationale Volksarmee. Jako největší složka ozbrojených sil NDR měla průměrně 120 000 odvedenců a vojáků z povolání.
Organizace pozemních sil byla rozdělena do dvou sektorů na Sever s velitelstvím v Neubrandenburgu a Jih s velitelstvím v Lipsku.

## Historie
K založení pozemních sil došlo v roce 1956 přetransformováním Kasernierte Volkspolizei (KVP) na Nationale Volksarmee . Ministerstvo národní obrany vedlo nejprve pozemní síly na dvou podřízených územních správách CIP Sever a Jih, které v roce 1957 vytvořily velení vojenského obvodu III v Lipsku a V v Neubrandenburgu (do roku 1956 v Pasewalk).
V roce 1972 byly vojenské obvody podřízeny nově zřízenému velení pozemních sil, které bylo zodpovědné za výcvik a připravenost v míru.
Pozemní síly NVA byly pevně začleněny do struktur Varšavské smlouvy. V této souvislosti by měly zejména v součinnosti s jednotkami Sovětského svazu, Polska a Československa odrazit útok na území smluvních států a zejména NDR a následně rozbít nepřítele na svém území.

## Struktura ozbrojených sil
Organizační schéma pozemních sil NVA, 1986 Struktura ozbrojených sil od roku 1980 do roku 1990:

### Druhy vojsk a služeb

Bojové síly
- motostřelecké vojsko
- tankové vojsko
- výsadkové vojsko
- jednotky průzkumu
- vojskové letectvo

Podpůrné a zabezpečovací síly
- vojsko protivzdušné obrany
- raketové vojsko a dělostřelectvo
- ženijní vojsko
- zpravodajské jednotky
- vojsko radioelektronického boje
- chemické vojsko
- technické zabezpečení

### Struktura
LaSK bylo od roku 1972 podřízeno Kommando Landstreitkraefte (Kdo. LaSK). To se mezi roky 1956 a 1990 dále dělilo na vojenské okruhy III a V. Ty obecně sestávali ze tří divizí, plus výcvikové, logistické jednotky a jednotky bojové podpory. 1. Motorisierte-Schützen-Division byla sice také podřízena Vojenskému okruhu V, ale za válečného stavu měla být vyjmuta a použita k útoku na Západní Berlín. 6. motorisierte Schützendivision existovala pouze dva roky (1956-1958).
Zatímco tyto vojenské okruhy III a V měli v podřízenosti většinu pozemních sil, další dělostřelecké jednotky a prvky podpory, stejně jako výsadkový 40. Fallschirmjägerbataillon (posílen na Luftsturmregiment 40 v roce 1986), byly v přímé podřízenosti Kdo. LaSK.
Po vypuknutí válečného stavu měly být oba vojenské okruhy reorganizovány na velitelství armád. Tak by vznikla 3. armáda na jihu, posílena o 6., 10. a 16. záložní divizi, a 5. armáda na severu, posílena 94. gardovou motostřeleckou divizí a samostatným 138. a 221. tankovým plukem Sovětské armády. Oběma armádám by velel generální štáb Sovětské armády, a Kdo. LaSK by pouze zabezpečovalo zásobování, zdravotní službu, vnitřní bezpečnost a asistenci při dobývání Západního Berlína.

#### Vojenský okruh III
V případě války by Vojenský okruh III (Militärbezirk III, též MB-III) byl přetransformován na 3. armádu. V míru byl podřízen přímo Kommando Landstreitkraefte. Velitelství sídlilo v Lipsku.
Seznam vyšších jednotek podřízených MB-III:
Pravidelné divize:
- 4. motostřelecká divize Erfurt
- 7. tanková divize Dráždany
- 11. motostřelecká divize Halle

Záložní divize:
- 6. motostřelecká divize Königswartha
- 10. motostřelecká divize Ronneburg
- 17. motostřelecká divize Petersrod

Základem mobilizačních divizí byly následující výcviková zařízení provozovaná v míru u Kdo. MB-III :
- Školicí středisko 6 ve Weißkeißelu
- Školicí středisko 17 v Delitzschu
- Školicí středisko 10 ve Schneebergu

#### Vojenský okruh V
Vojenský okruh V (nebo MB-V) byl předurčen k reorganizaci na 5. armádu. Velitelství bylo v Neubrandenburgu.
Seznam vyšších jednotek podřízených MB-V:
Pravidelné divize:
- 1. motostřelecká divize Postupim
- 8. motostřelecká divize Schwerin
- 9. tanková divize Eggesin

Záložní divize:
- 19. motostřelecká divize Wulkov
- 20. motostřelecká divize Bredenfelde

### Zesílení
V případě mobilizace bylo plánováno posílení aktivních jednotek NVA. Potřebný personál by byl mobilizován především z řad rezervistů. Munice, bojové vybavení a část podpůrných vozidel byly skladovány ve skladech a dlouhodobě uchovávány. Chybějící vozidla a vybavení by byly poskytovány továrnami a státní institucemi. Potřebná opatření pro mobilizaci plánovala NVA i státní instituce. Pravidelně se cvičilo organizování jednotlivých útvarů a svazků. Obecně by mobilizační jednotky měly být zřízeny do tří dnů v případě mobilizace. Početní stavy bojových vozidel by se více než zdvojnásobily, stejně jako zásoby zbraní a raketových systémů.
Sovětská armáda skladovala jaderné hlavice na základnách v Himmelpfortu a Stolzenhainu. Tyto hlavice měly být během mobilizace vydány 3. a 5. armádě
V případě úplné mobilizace by bylo šest pravidelných divizí posíleno celkem pěti záložními divizemi . Základem divizí by byla výcviková střediska (dříve poddůstojnické školy) pozemních sil. Tento stálý personál byl posílen hlavně záložníky. Seznam záložních divizí viz výše.
Do podřízenosti Velitelství pozemních sil by byly zformovány další útvary. A to 13., 15., 23., 25., 33. a 43. záložní motostřelecké pluky, a dále 13. a 15. pluky stíhačů tanků.
Ostatní útvary a jednotky NVA by se během mobilizace také zvětšily. Například dělostřelecké pluky vojenských okruhů by se rozrostly na dělostřelecké brigády a protitankové oddíly vojenských okruhů by se rozrostly na protitankové pluky. Základem pro zřízení opravárenských brigád byly opravárenské prapory vojenských okruhů. Kromě bojových a bojových podpůrných jednotek by byla v případě mobilizace zřízena také řada lékařských, logistických a jiných podpůrných zařízení.

## Druhy svazků
Divize:
- motostřelecké divize
- tankové divize

Pluky:
- dělostřelecké pluky
- záložní pluky
- protiletadlové raketové pluky

Prapory:
- průzkumné prapory
- chemické ochrany prapory
- logistické prapory
- dělostřelecké/raketové velitelské baterie
- velitelská baterie protivzdušné obrany
- opravárenské prapory
- zpravodajské prapory
- ženijní prapory
- zdravotnické prapory

Oddíly:
- oddíly stíhačů tanků
- raketové oddíly

## Výzbroj

### Osobní zbraně
- Makarov PM - pistole
- AK-74 - útočná puška
- RPD - kulomet
- RPK
- PKM
- SVD - odstřelovací puška
- RPG-7D - lehká protitanková střela
- RPG-18 - lehká protitanková střela

### Obrněná technika

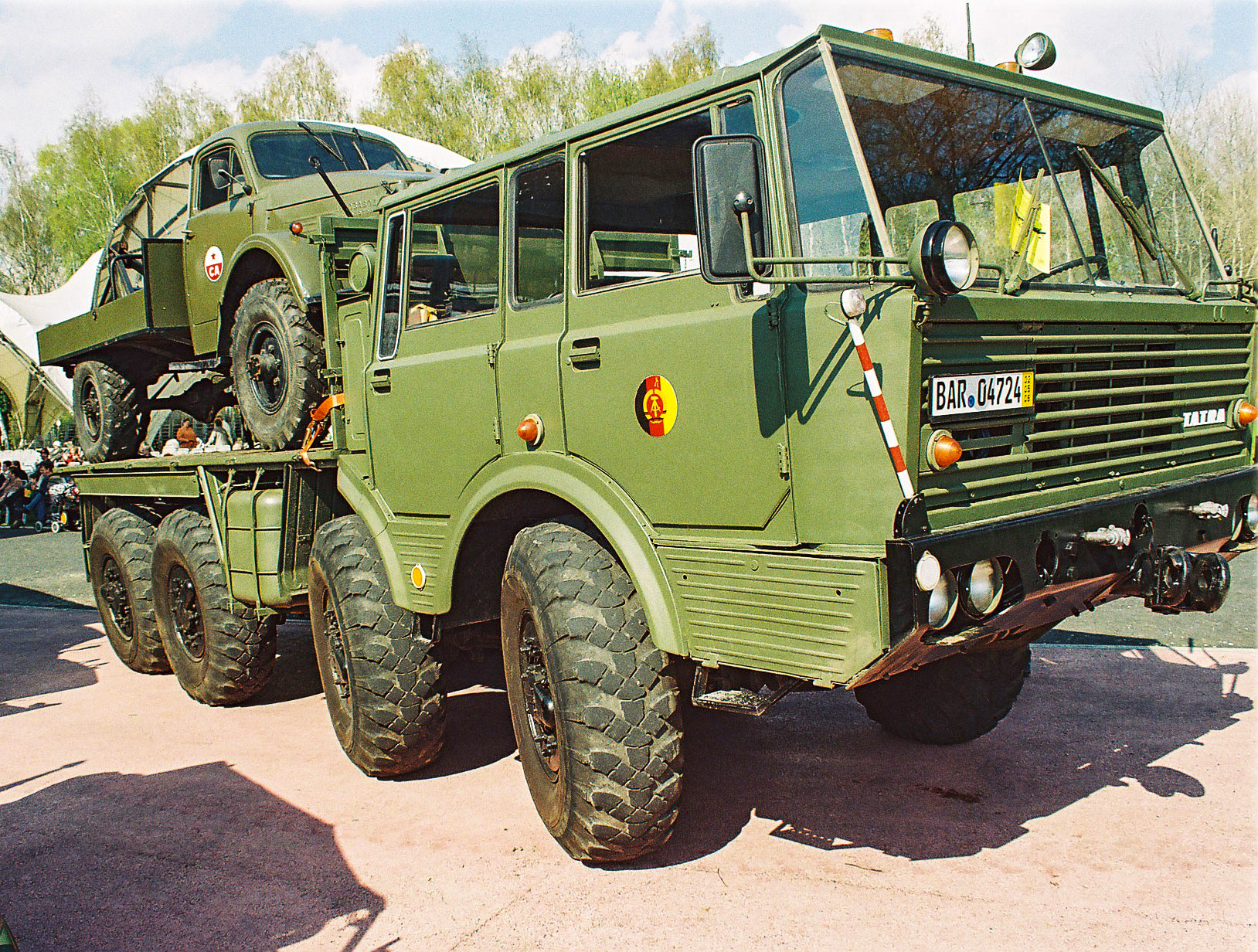
Tatra 813

- BMP-1 obojživelné bojové vozidlo pěchoty
- BMP-2 obojživelné bojové vozidlo pěchoty
- BRDM-1 (označení NVA SPW-40P)
- BRDM-2 (označení NVA SPW-40P2)
- BTR-40 obrněný transportér
- BTR-50 obrněný transportér (označení NVA SPW-50)
- BTR-60 obrněný transportér (označení NVA SPW-60)
- BTR-70 obrněný transportér (označení NVA SPW-70)
- BTR-152 obrněný transportér
- PT-76 lehký obojživelný tank
- T-54/T-55 hlavní bojový tank
- T-72 hlavní bojový tank
- MT-LB, obojživelný obrněný transportér

### Vícenásobné raketomety
- BM-14 M-14OF
- BM-21
- BM-24

### Terénní vozidla
- GAZ-66
- P2M
- P3
- GAZ-69
- UAZ-469

### Transportní vozidla
- IFA H3A
- IFA H6
- IFA S4000
- IFA G5
- ZIL-157
- ZIL-164
- Robur LO
- IFA W50
- IFA L60
- Ural-375D
- Ural-4320
- KrAZ-214
- KrAZ-255
- MAZ-543
- GAZ-66
- ZIL-131
- ZIL-135

### Houfnice
- 122mm houfnice D-30
- 152mm houfnice D-20
- Samohybné dělo 2S1, 122 mm
- Samohybné dělo 2S3, 152 mm
- 100mm protitankový kanón MT-12